# Meltem Akçöl
Meltem Akçöl (Istanbul, 1º gennaio 2001) è un'attrice turca.

## Biografia
Nata nel 2001 a Istanbul (Turchia), Meltem Akçöl ha una sorella maggiore e dai tre ai sei anni ha lavorato come modella bambina. Mentre frequentava la scuola elementare, ha preso parte a spettacoli teatrali e ad eventi scolastici. Dopo aver completato l'istruzione primaria e secondaria, ha deciso di iscriversi presso il dipartimento di cinema e televisione dell'Università di Bahçeşehir, dove dal secondo anno ha seguito corsi e lezioni di recitazione davanti alla telecamera con lezioni impartite da Bahar Kerimoğlu, Kemal Başar e Şakir Güler e al termine degli studi ha conseguito la laurea. Successivamente ha anche studiato graphic design per due anni.
Nel 2021 e nel 2022 ha fatto il suo esordio sul piccolo schermo con il ruolo principale di Deniz Yılmaz nella serie in onda su Kanal D e teve2 Kırık Hayatlar, accanto all'attore Erdem Yılmaz. Successivamente, nel 2022, ha ottenuto il ruolo di Hazal Demir nella serie adolescenziale in onda su Star TV Duy Beni. Nel 2023 è stata scritturata per interpretare il ruolo di İpek Nakkaşoğlu, la sorella di Deva (interpretata da Melis Sezen), nella serie in onda su Fox La rosa della vendetta (Gülcemal).
Nel 2024 ha accettato di interpretare il ruolo principale di Sultan Karadere nella serie in onda su TRT 1 Kara Ağaç Destanı, insieme agli attori Olgun Şimşek, Emre Kıvılcım, Özlem Conker e Merih Öztürk. Nel 2025 ha fatto il suo esordio al cinema con il ruolo della protagonista Zeynep Akay nel film Karantina diretto da Ahmet Topuz.

## Filmografia

### Cinema
- Karantina, regia di Ahmet Topuz (2025)

### Televisione
- Kırık Hayatlar – serie TV, 100 episodi (Kanal D, teve2, 2021-2022)
- Duy Beni – serie TV, 20 episodi (Star TV, 2022)
- La rosa della vendetta (Gülcemal) – serie TV, 13 episodi (Fox, 2023)
- Kara Ağaç Destanı – serie TV, 30 episodi (TRT 1, 2024)

## Doppiatrici italiane
Nelle versioni in italiano dei suoi film e delle sue serie TV, Meltem Akçöl è stata doppiata da:
- Giulia Catania[22] ne La rosa della vendetta[23]